# Osvald Käpp
Osvald Käpp (n. 17 februarie 1905, Revel, Imperiul Rus – d. 22 decembrie 1995, New York City, New York, SUA) a fost un luptător ce a reprezentat Estonia, medaliat olimpic. A participat la 3 ediții ale Jocurilor Olimpice (1924, 1928, 1932) în care a câștigat o medalie de aur.